# Hrabstwo Mason (Michigan)
Hrabstwo Mason (ang. Mason County) – hrabstwo w stanie Michigan w Stanach Zjednoczonych. Obszar całkowity hrabstwa obejmuje powierzchnię 1 241,86 mil2 (3 216,43 km²). Według danych z 2010 r. hrabstwo miało 28 705 mieszkańców. Hrabstwo powstało w 1840 roku i nosi imię Stevensa Masona - pierwszego gubernatora Michigan. Siedziba władz hrabstwa znajduje się w Ludington.

## Sąsiednie hrabstwa
- Hrabstwo Manistee (północ)
- Hrabstwo Lake (wschód)
- Hrabstwo Newaygo (południowy wschód)
- Hrabstwo Oceana (południe)
- Hrabstwo Sheboygan (Wisconsin) (południowy zachód)
- Hrabstwo Manitowoc (Wisconsin) (zachód)

## Miasta
- Ludington
- Scottville

## Wioski
- Amber
- Custer
- Fountain
- Free Soil